# Бунига
Бунига (тадж. Бунига) — сельский населённый пункт (тадж. деҳа) в Ванджском районе Горно-Бадахшанской автономной области Республики Таджикистан. Административно относится к сельской общине (джамоату) Водхуд.
Расположен в высокогорном районе. Расстояние от села до центра района (село Ванч) — 23 км, до центра общины (село Лугад) — 2 км.  
Население — 227 человек (2017 г.), таджики. 